# Andreas Fejer-Konnerth
Andreas Fejer-Konnerth (* 1. Februar 1964 in Oderhellen, Rumänien) ist ein deutscher Tischtennisspieler rumänischer Abstammung. Er nahm an drei Europameisterschaften teil und siegte viermal bei Nationalen Deutschen Meisterschaften.
Der Tischtennisspieler Zoltan Fejer-Konnerth ist sein Cousin.

## Werdegang
Andreas Fejer-Konnerth begann seine Karriere in Rumänien. 1981 und 1983 wurde er rumänischer Meister im Einzel. Im Doppel siegte er sechsmal (1981, 1982 mit Simion Crisan, 1984 bis 1987 mit Vasile Florea), im Mixed dreimal (von 1982 bis 1984 mit Maria Alboiu). 1984, 1986 und 1988 wurde er für die Europameisterschaften nominiert. Dabei hatte er 1984 seinen größten Erfolg, als er im Mixed mit Maria Alboiu das Viertelfinale erreichte.
Nach der Europameisterschaft 1988 in Paris – Ende März – kehrte er nicht mehr nach Rumänien zurück und wanderte nach Deutschland aus. Sein Cousin Zoltan Fejer-Konnerth folgte ihm 1990. Zunächst schloss sich Andreas Fejer-Konnerth dem Verein TTF Ochsenhausen an, der damals noch in der Regionalliga spielte. Mitte 1988 erhielt er die deutsche Staatsbürgerschaft. Seitdem war er für mehrere Vereine in der Bundesliga aktiv.
In den 1990er Jahren nahm er oft an den Deutschen Meisterschaften teil. Hier gewann er fünf Medaillen im Mixed mit Olga Nemes, nämlich 1991, 1992, 1993 und 1997 Gold sowie 1998 Silber. Zudem erreichte er 1993 im Einzel das Halbfinale.
Später nahm Andreas Fejer-Konnerth noch erfolgreich an Seniorenturnieren teil. So siegte er bei der Europameisterschaft Ü40 2013 im Doppel mit Georg Böhm. Bei der Senioren-WM 2008 hatte er ebenfalls Gold im Doppel geholt (mit Traian Ciociu).

## Privat
Andreas Fejer-Konnerth ist verheiratet und hat Kind.